# Kontraktualizmus
A kontraktualizmus, más néven a társadalmi szerződés elméletének alapja az a gondolat, hogy a jogszerűként elismerhető közhatalom, az állam, a polgárok megegyezésének eredménye. A államelmélet és a jogfilozófia számos ilyen elméletet ismer. A társadalmi szerződés elméletei azt vizsgálják, hogy az állam valamely formája, berendezkedése jogszerűnek, azaz elismerhetőnek tekinthető-e. A kontraktualizmus szerint egy állam hatalma akkor legitimnek (elismerésre méltónak), ha az annak alávetettek önként beleegyeztek fennállásába. Ezek az elméletek normatív jellegűek: nem azt írják le, hogy tárgyuk milyen a valóságban, hanem azt, hogy – bizonyos előfeltevéseket elfogadva – milyennek kellene lennie.

## A kontraktualizmus tárgya
A klasszikus szerződéselméletek rendszerint a következő témákat vizsgálják:
- A polgári társadalom és az állam eredete. Ez nem történeti, hanem analitikus kérdés: mi készteti az embereket arra, hogy létrehozzák és fenntartsák az államot, illetve annak egy adott formáját.
- Az állam jogszerűségének feltételei. Ezen elméletek mindegyike szerint az államnak egy (esetleg kimondatlan) társadalmi megállapodáson, szerződésen kell alapulnia.
- A jogszerű államhatalom határai, korlátai.
- Az alattvalók jogai az államhatalommal szemben.
- A lényegében szabad, egyenlő emberek miért fogadják el az alárendeltséget, miért igazodnak önkéntesen egy olyan állami rendhez, ami természetes szabadságuk korlátozásának tekinthető, hisz kötelezettségeket és terheket ró rájuk.

## A társadalmi szerződés klasszikus elméleteinek közös vonásai
Az egyes gondolkodók eltérő tartalmi megoldásai dacára a társadalmi szerződés klasszikus elméleteinek számos közös jellemzője van. A társadalmi állapotot – szemben a természetivel – úgy írják le, mint ami az azt létrehozók részéről tudatosan kívánt állapot, melynek működését észszerű elvek vezérlik, így mindenki számára előnyös. Az alárendeltek egyetértésén alapuló állam észszerű és előnyös. Nem isteni, hanem emberi akaratra alapul, mesterséges képződmény. Legitimitása közvetve vagy közvetlenül a szerződésben kifejezett konszenzuson nyugszik.
Az államformák vagy az alá- és fölérendeltségi viszonyok elméletenként változnak, de az akaratok szabadon „kialkudott” szerződéses megegyezése – vagyis a konszenzus gondolata – valamennyi elméletben megtalálható. A klasszikus szerződéselméletek tehát jellegzetesen racionalista, továbbá voluntarista jellegűek, vagyis a politikai hatalmat az emberi akarattól teszik függővé. A szerződéselméletek továbbá túlnyomó többségük esetében indivdualista jellegűek is. Felfogásuk szerint az embert nem valamilyen közösségi tevékenység teszi társadalmi lénnyé, hanem olyan társadalmi, állami és jogi feltételek megteremtése, amelyek között ezek az egyéni jellemzők akaratlagos és észszerű módon kapcsolódnak.
Az egyén az állam anyaga és építője is. Az állam és jogközösség azért jött létre, hogy megteremtse az egyén biztonságát. Az egyén ezért elsődleges a közösséggel szemben.

## Kapcsolódó szócikk
- Társadalmi szerződés